# Луций Геллий Публикола (консул 72 года до н. э.)
Лу́ций Ге́ллий Публи́кола (лат. Lucius Gellius Poplicola; родился около 136 года до н. э. — умер между 55 и 52 годом до н. э.) — римский военачальник и политический деятель, консул 72 года до н. э., цензор 70 года до н. э. Во время своего консулата неудачно пытался подавить восстание Спартака.

## Биография

### Происхождение
Луций Геллий принадлежал к незнатному плебейскому роду, в котором до него не было высших магистратов Римской республики. Его отец носил тот же преномен, и больше о Луции-старшем ничего не известно.

### Ранние годы и начало карьеры
Марк Туллий Цицерон в одном из трактатов упоминает своего друга Луция Геллия, который «жил при Карбоне во время его консульства». Предположительно речь идёт именно о Публиколе, который, таким образом, учитывая дату консулата Карбона (120 год до н. э.) мог родиться около 136 года до н. э. В другом трактате Цицерон устами Тита Помпония Аттика рассказывает, как его друг Геллий после своей претуры прибыл в Афины. Сам Аттик услышал эту историю от других людей, и это позволяет датировать претуру Публиколы временем до 86 года до н. э. (именно в 86 году Аттик переехал в Афины из Рима). Имя Луция Геллия фигурирует также в союзном договоре между Римом и городом Фиррей, перезаключённом в 94 году до н. э. В связи со всем этим исследователи полагают, что в 94 году Публикола был претором по делам иностранцев (praetor peregrinus), а в следующем году управлял одной из восточных провинций Рима.
Возвращаясь домой, Луций Геллий заехал в Афины, «созвал философов, которые там жили, и настоятельно посоветовал им положить конец разногласиям, бывшим между ними; если, сказал он, они не намерены провести всю свою жизнь в спорах, то достигнуть согласия возможно. При этом он обещал им своё содействие в случае, если они могут прийти к какому-нибудь согласию». Цицерон находил этот эпизод забавным.

### Консулат
После наместничества долгие годы Публикола не упоминается в источниках. По-видимому, у него не было достаточно связей, чтобы сделать следующий шаг в карьере — к консулату. Следующее упоминание относится к 74 году до н. э., когда Луций Геллий участвовал в одном судебном процессе против Гая Лициния Верреса. А в 72 году до н. э. он стал, наконец, консулом вместе с патрицием Гнеем Корнелием Лентулом Клодианом. В источниках упоминаются две законодательные инициативы консулов. Они добились принятия закона, согласно которому за провинциалами, получившими от Гнея Помпея Великого римское гражданство, закреплялся этот статус; кроме того, они предложили сенату издать указ, запрещающий заочно осуждать жителей провинций по уголовным делам. Вторая инициатива появилась в связи с новостями о злоупотреблениях Гая Верреса в Сицилии.
В это время Италию охватило масштабное восстание рабов и гладиаторов во главе со Спартаком. Угроза была настолько серьёзной, что сенат отправил на эту войну обоих консулов, дав им по два легиона; в общей сложности, учитывая вспомогательные войска, армия должна была насчитывать не менее 30 тысяч воинов. Историки предполагают, что консулы действовали согласованно и хотели атаковать Спартака с двух сторон в районе Гарганского полуострова. С этой целью Публикола двинулся через Кампанию и Апулию, а Лентул Клодиан — напрямую через Апеннины по Тибуртинской дороге.
В пути Луций Геллий атаковал одного из подчинённых Спартака — Крикса, отделившегося от основных сил и занявшего сильную позицию на склоне горы Гарган. Отряд Крикса был на две трети уничтожен, причём по данным Аппиана погибло 30 тысяч повстанцев (правда, Тит Ливий пишет, что римлянами в этой битве командовал Квинт Аррий). Вскоре у горы Гарган появилась армия Спартака, к тому времени разбившая Лентула Клодиана. На этот раз Публикола потерпел поражение. Спартак ушёл в Цизальпийскую Галлию, а осенью того же года вернулся в Италию; консулы объединили свои силы, чтобы преградить ему путь в Пицене, но снова были разбиты. В Риме началась паника. Сенат, убедившись, что Лентул и Публикола не могут победить врага, до истечения их полномочий передал командование Марку Лицинию Крассу.

### Цензура и последние годы
Несмотря на военные неудачи, Луций Геллий и Гней Корнелий стали цензорами сразу после восстановления этой должности (70 год до н. э.). По мнению Теодора Моммзена, избрание именно их было антисенатской акцией, а действовали они в интересах консулов Помпея и Красса, занимавшихся тогда демонтажом политического режима, который создал Сулла. Цензоры устроили беспрецедентную чистку сената, исключив 64 человека, или примерно одну восьмую часть от общего числа сенаторов. В ходе переписи граждан (первой после 86 года до н. э.) они впервые включали в списки италиков, формально получивших гражданский статус в ходе Союзнической войны, и в результате насчитали рекордное число — 910 тысяч человек. Но исследователи констатируют, что перепись всё же была неполной.
В 67 году до н. э. Публикола вместе с Лентулом Клодианом был легатом под командованием Гнея Помпея и занимался очисткой от пиратов морей, омывавших Италию. Известно, что он обладал полномочиями легата по крайней мере до 65 года до н. э. В 63 году Луций Геллий поддержал в сенате предложение казнить без суда участников заговора Катилины; позже он предложил наградить Цицерона «гражданской короной» за спасение Рима от заговорщиков. В 59 году, будучи уже одним из самых старых сенаторов, Публикола выступил против аграрного законопроекта консула Гая Юлия Цезаря, сказав, что, «пока он жив, такому не бывать». Услышав это, Цицерон пошутил: «Давайте повременим — не такой уже большой отсрочки просит Геллий».
Публикола ещё присутствовал на заседаниях сената в 55 году до н. э., но к 52 году уже точно был мёртв.

## Семья
Луций Геллий был женат дважды. Первая жена, некая Полла, родила ему (приблизительно в 80 году до н. э.) сына того же имени, консула 36 года до н. э., и позже получила развод. В последние годы жизни Луций-старший заподозрил наследника в связи с мачехой и в планировании отцеубийства; он организовал домашний суд, на который пригласил множество сенаторов, предъявил сыну обвинение и дал ему возможность защищаться. В конце концов Публикола вынес оправдательный приговор. Но общество было уверено в виновности Луция-младшего, что видно, в частности, из ряда стихотворений Катулла.